# YUBA liga 1954
La YUBA liga 1954 è stata la 10ª edizione del massimo campionato jugoslavo di pallacanestro maschile. La vittoria finale è stata ad appannaggio della Stella Rossa.

## Regular season
|     | Squadra               | G  | V  | N | P  | PF    | PS    | Pt. | Qualificazione |
| --- | --------------------- | -- | -- | - | -- | ----- | ----- | --- | -------------- |
| 1.  | Stella Rossa Belgrado | 22 | 16 | 0 | 6  | 1.483 | 1.278 | 32  |                |
| 2.  | Mladost Zagabria      | 22 | 15 | 1 | 6  | 1.379 | 1.277 | 31  |                |
| 3.  | Proleter Zrenjanin    | 22 | 15 | 0 | 7  | 1443  | 1345  | 30  |                |
| 4.  | AŠK Lubiana           | 22 | 13 | 1 | 8  | 1.394 | 1.313 | 27  |                |
| 5.  | Partizan Belgrado     | 22 | 12 | 2 | 8  | 1.432 | 1.386 | 26  |                |
| 6.  | Lokomotiva Zagabria   | 22 | 12 | 1 | 9  | 1.311 | 1.274 | 25  |                |
| 7.  | Montažno Zagabria     | 22 | 12 | 0 | 10 | 1.359 | 1.361 | 24  |                |
| 8.  | BSK Belgrado          | 22 | 11 | 1 | 10 | 1.401 | 1.360 | 23  |                |
| 9.  | Lubiana               | 22 | 7  | 4 | 11 | 1.268 | 1.259 | 18  |                |
| 10. | Željezničar Karlovac  | 22 | 5  | 0 | 17 | 1.166 | 1.323 | 10  | retrocesse     |
| 11. | Borac Čačak           | 22 | 5  | 0 | 17 | 1.134 | 1.328 | 10  | retrocesse     |
| 12. | Radnički Belgrado     | 22 | 4  | 0 | 18 | 1.183 | 1.449 | 8   | retrocesse     |

| YUBA liga 1954         |
| ---------------------- |
| Stella Rossa 9º titolo |

## Formazione vincitrice
| N° | Naz.                  | Ruolo | Sportivo           |  | Alt. |  |
| -- | --------------------- | ----- | ------------------ |  | ---- |  |
|    | Jugoslavia (bandiera) |       | Dragan Godžić      |  |      |  |
|    | Jugoslavia (bandiera) |       | Ðorđe Andrijašević |  |      |  |
|    | Jugoslavia (bandiera) |       | Obren Popović      |  |      |  |
|    | Jugoslavia (bandiera) |       | Borislav Ćurčić    |  |      |  |
|    | Jugoslavia (bandiera) |       | Ladislav Demšar    |  |      |  |
|    | Jugoslavia (bandiera) |       | Milan Bjegojević   |  |      |  |
|    | Jugoslavia (bandiera) |       | Vojislav Pavasović |  |      |  |
|    | Jugoslavia (bandiera) |       | Borko Jovanović    |  |      |  |
|    | Jugoslavia (bandiera) |       | Miroljub Čavić     |  |      |  |
|    | Jugoslavia (bandiera) |       | Radivoje Ostojić   |  |      |  |
|    | Jugoslavia (bandiera) |       | Ðorđe Konjović     |  |      |  |
|    | Jugoslavia (bandiera) |       | Đorđe Otašević     |  |      |  |
|    | Jugoslavia (bandiera) |       | Srđan Kalember     |  |      |  |
|    | Jugoslavia (bandiera) |       | Milorad Ðerić      |  |      |  |
|    | Jugoslavia (bandiera) |       | Milan Radivojević  |  |      |  |
|    | Jugoslavia (bandiera) |       | Branko Nešić       |  |      |  |
|    | Jugoslavia (bandiera) | All.  | Nebojša Popović    |  |      |  |